# Sylwester Trojanowski
Sylwester Trojanowski (ur. 31 grudnia 1891 w Jelitowie, zm. 17–18 kwietnia 1940 w Katyniu) – kapitan administracji (piechoty) Wojska Polskiego, działacz niepodległościowy, kawaler Orderu Virtuti Militari, ofiara zbrodni katyńskiej.

## Życiorys
Syn Franciszka i Marii z Nowaków urodzony 31 grudnia 1891 w Jelitowie, w ówczesnym powiecie gnieźnieńskim rejencji bydgoskiej. W latach 1898–1906 uczęszczał do szkoły powszechnej w Witkowie, a w latach 1908–1911 do szkoły handlowo-przemysłowej w Gnieźnie. W latach 1911–1913 odbył obowiazkową służbę wojskową w niemieckim 9 pułku grenadierów w Stargardzie, a po jej ukończeniu pracował w handlu, w Gnieźnie.
31 lipca 1914 został zmobilizowany do armii niemieckiej. Walczył na froncie zachodnim. Był dwukrotnie ranny (w 1914 pod Noyon i 1916 w bitwie pod Verdun). Zdemobilizowany w stopniu sierżanta. Wstąpił do wielkopolskich wojsk powstańczych. Walczył w Gnieźnie. Od stycznia 1919 w Wojsku Polskim, w 67 pułku piechoty, dowódca plutonu. Po awansie do stopnia podporucznika (1 października 1919) objął dowództwo kompanii. Walczył w wojnie 1920, podczas której był dowódcą kompanii kaemów w 67 pp.
W okresie międzywojennym pozostał w wojsku. Służył w 67 pp. 1 lipca 1923 został mianowany na stopień kapitana ze starszeństwem. Od 1930 objął dowództwo kompanii granicznej KOP „Bykowce” w batalionie KOP „Dederkały” (14 IV 1930 – XII 1937), a następnie przeniesiony (1937) do batalionu KOP „Ostróg”.
Po wybuchu II wojny światowej w kampanii wrześniowej objął dowództwo batalionu KOP „Ostróg”. Po agresji ZSRR na Polskę z 17 września 1939 w nieznanych okolicznościach dostał się do niewoli sowieckiej. Od 31 grudnia 1939 przebywał w obozie jenieckim w Kozielsku. 16 kwietnia 1940 został przekazany do dyspozycji naczelnika Zarządu NKWD Obwodu Smoleńskiego – lista wywózkowa 032/1 z 14 kwietnia 1940 poz. 22. Między 17 a 18 kwietnia 1940 został zamordowany w Katyniu przez funkcjonariuszy Obwodowego Zarządu NKWD w Smoleńsku oraz pracowników NKWD przybyłych z Moskwy na mocy decyzji Biura Politycznego KC WKP(b) z 5 marca 1940. Ofiary tej zbrodni grzebano w bezimiennych mogiłach zbiorowych, gdzie od 28 lipca 2000 mieści się oficjalnie Polski Cmentarz Wojenny w Katyniu. W miejscu tym prowadzone były ekshumacje i prace archeologiczne. W 1943 jego ciało zostało zidentyfikowane w toku ekshumacji nadzorowanych przez Niemców pod numerem 2772 – raport dzienny z 22 maja 1943. Przy jego szczątkach znaleziono karty i listy, krzyż Virtuti Militari oraz kartę pocztową od Bohdana Trojanowskiego. Figuruje na liście Komisji Technicznej PCK pod numerem 02772. W Archiwum Robla w pakiecie 0836-18, 24, wymieniony we wpisach z 31 grudnia 1939 i 16 kwietnia 1940 w kalendarzyku znalezionym przy szczątkach Dobiesława Jakubowicza.
Był żonaty z Bogdaną z Borówków, z którą miał córkę Janinę Eugenię Krystynę (ur. 1924).
5 października 2007 minister obrony narodowej Aleksander Szczygło mianował go pośmiertnie na stopień majora. Awans został ogłoszony 9 listopada 2007 w Warszawie, w trakcie uroczystości „Katyń Pamiętamy – Uczcijmy Pamięć Bohaterów”.

## Ordery i odznaczenia
- Krzyż Srebrny Orderu Wojskowego Virtuti Militari nr 1997[1]
- Krzyż Niepodległości – 27 czerwca 1938 „za pracę w dziele odzyskania niepodległości”[15] zamiast uprzednio nadanego Medalu Niepodległości[16]
- Krzyż Walecznych [2]
- Srebrny Krzyż Zasługi – 14 października 1934 „za zasługi w służbie ochrony pogranicza”[17]
- Medal Pamiątkowy za Wojnę 1918–1921[1]
- Medal Dziesięciolecia Odzyskanej Niepodległości[1]
- Odznaka za Rany i Kontuzje z jedną gwiazdką[1]